# 日本神話に関する名を持つ小惑星の一覧
日本神話に関する名を持つ小惑星の一覧（にほんしんわにかんするなをもつしょうわくせいのいちらん）は、日本神話に由来する名前を付けられた小惑星および由来の一覧。

## 一覧
- (9106) 八咫烏 (Yatagarasu) - 八咫烏
- (10209) イザナキ (Izanaki) - イザナギ
- (10227) イザナミ (Izanami) - イザナミ
- (10385) アマテラス (Amaterasu) - アマテラス
- (10412) ツクヨミ (Tsukuyomi) - ツクヨミ
- (10604) スサノオ (Susanoo) - スサノオ
- (10613) クシナダヒメ (Kushinadahime) - クシナダヒメ
- (10619) ニニギ (Ninigi) - ニニギ
- (10627) オオクニヌシ (Ookuninushi) - オオクニヌシ
- (10725) スクナビコナ (Sukunabikona) - スクナビコナ
- (10727) 秋津島 (Akitsushima) - 秋津島
- (10768) サルタヒコ (Sarutahiko) - サルタヒコ
- (10804) アメノウズメ (Amenouzume) - アメノウズメ
- (10831) 高天原 (Takamagahara)  - 高天原
- (10888) ヤマタノオロチ (Yamatano-orochi) - ヤマタノオロチ
- (98943) トリフネ (Torifune) - 鳥之石楠船神
- (162173) リュウグウ (Ryugu) - 竜宮